# Zeek
15 октября 2018 года было объявлено о переименовании проекта в Zeek. Причиной названа негативная коннотация связанная  "Bro culture".
Zeek (ранее Bro) относится к сетевым системам обнаружения вторжения, основанная на Unix-системах, которая наблюдает за сетевыми данным и обнаруживает подозрительную активность. Первым делом Zeek разбирает сетевые данные и выбирает семантику с уровня приложений, далее выполняет её в событийно-ориентированных анализаторах, которые сравнивают активность с шаблонами, которые могут повредить системе. Анализ включает в себя обнаружение специфичных атак (как определённых сигнатурами, так и определённых условиями и событиями) и не свойственного поведения (множественные подключения машины к определённым сервисам).
Zeek использует собственный язык для написания политик, которыми будет руководствоваться система в случае срабатывания датчиков или при обнаружении новых атак. Если Zeek обнаруживает что-либо «интересное», он может быть проинструктирован для сбора и отправки лога, проинформировать оператора в режиме реального времени или выполнить какую-либо команду, например, сбросить подозрительное подключение.
Zeek нацелен на сети с высокоскоростным подключением для сканирования больших объёмов данных. Разумно используя технику фильтрации пакетов, Zeek способен достичь необходимой производительности на любом компьютере, поэтому является достаточно доступным средством по цене.
Zeek подразумевает использование в сетях, где необходима гибкость и высокая степень настраиваемости системы. Изначально система была разработана как исследовательская платформа для исследования вторжений и анализа данных. Она не предназначена для использования «из коробки». Системой должны пользоваться Unix специалисты с большим багажом знаний по сетям.